# Luthrodes peripatria
Luthrodes peripatria is een vlinder uit de familie van de Lycaenidae. De wetenschappelijke naam van de soort is voor het eerst voorgesteld als Chilades peripatria door Yu-Feng Hsu in een publicatie uit 1989.
De soort komt voor in Taiwan.